# 維吉妮雅·克里斯汀
維吉妮雅·克里斯汀（Virginia Christian，1895年8月15日—1912年8月16日）是一個美國黑人死刑犯，也是維吉尼亞州在整個20世紀中唯一被處死的女性和唯一被處以電椅死刑的少女死刑犯。在她之後，一直要到2010年9月23日，泰瑞莎·路易絲才成為維吉尼亞州百年來第二個女性死刑犯。
維吉妮雅生前在維吉尼亞州的漢普頓當女傭，被控於1912年3月18日謀殺她的白人僱主，72歲的艾達·維吉妮雅·勃洛特（Ida Virginia Belote）。她在被警方逮捕後不久就供出一切罪狀。

## 案情
勃洛特生前經常虐待維吉妮雅，1912年3月中旬，勃洛特指控維吉妮雅偷了一個小墜飾和一件裙子，還拿痰盂砸維吉妮雅。爭執在兩人衝向勃洛特用來支撐窗戶的兩支掃把時升高，維吉妮雅抓起其中一支，擊中勃洛特的前額。為了堵住勃洛特的哀嚎聲，維吉妮雅將毛巾塞進她嘴裡，最後勃洛特死於窒息。維吉妮雅之後離開勃洛特家，並偷了勃洛特的錢包和一個戒指。
警方很快就抓到了維吉妮雅，她也坦承打了勃洛特，但對勃洛特死於窒息感到震驚。她宣稱她並不是故意要殺害勃洛特。維吉妮雅後來仍被法院判處死刑，必須坐上電椅。1912年8月16日，在維吉妮雅過完17歲生日後不久，維吉尼亞州就處決了她，當時離勃洛特案發生僅僅只有5個月。
維吉妮雅的母親夏綠蒂·克里斯汀（Charlotte Christian）曾寫信給時任維吉尼亞州州長的威廉·霍奇斯·曼，希望能撤銷死刑判決，但州長依然拒絕改判其它刑罰。夏綠蒂為了救女兒一命而寫的信內容是：
|                                           | 親愛的州長先生： 請原諒我以最誠摯的心，寫這幾行話給您：我是維吉妮雅的母親。我已經三年沒見到我女兒了。我知道她做了殺害勃洛特小姐這麼可怕的事情，也聽到人們談論想處死她。我日夜向神祈禱，希望祂能說服您讓她在監獄裡終生懺悔。他們說，這整件事都在您的掌控下。我的孩子只有16歲，您是唯一能救她的人。如果我能見您一面，也許送點東西會更好。但我什麼也不能做，只能向神祈禱，希望您能同情我，解決這個問題。願上帝永遠保祐您…… 你誠摯的， 夏綠蒂·克里斯汀 |
| ——Charlotte Christian，Virginia, Virginia | |

維吉妮雅最終仍被處以死刑，死時年僅17歲。她將遺體捐給維吉尼亞州的醫學學校，因為她的父母無力負擔將遺體從里奇蒙載回家的運費。